# Galina Sarabidze
Galina Sarabidze, también conocida como Galina Mináicheva, (Moscú, 29 de diciembre de 1929-Tiblisi, 28 de enero de 2025), fue una gimnasta artística soviética, campeona olímpica en Helsinki 1952 en el concurso por equipos.

## Carrera deportiva
Sus mayor éxito fue lograr el oro en las Olimpiadas de Helsinki 1952 en el concurso por equipos, quedando en el podio por delante de las húngaras y checoslovacas, y siendo sus compañeras de equipo: Nina Bocharova, Pelageya Danilova, Maria Gorokhovskaya, Ekaterina Kalinchuk, Galina Rudiko, Galina Urbanovich y Medea Jugeli. 
Como curiosidad, cabe destacar que ganó la plata en el concurso por equipos con aparatos de las Olimpiadas de Helsinki 1952, un ejercicio similar al concurso de gimnasia rítmica que conocemos en la actualidad.
Y dos años después, en el Mundial de Roma 1954 vuelve a lograr el oro por equipos, quedando por delante de las húngaras y checoslovacas.